# Vriesea kupperiana
Vriesea kupperiana là một loài thực vật có hoa trong họ Bromeliaceae. Loài này được Suess. miêu tả khoa học đầu tiên năm 1939.